# Brachygonarea borealis
Brachygonarea borealis är en mångfotingart som beskrevs av Carl Graf Attems 1934. Brachygonarea borealis ingår i släktet Brachygonarea och familjen storjordkrypare. Inga underarter finns listade i Catalogue of Life.